# Cäcilia Rentmeister

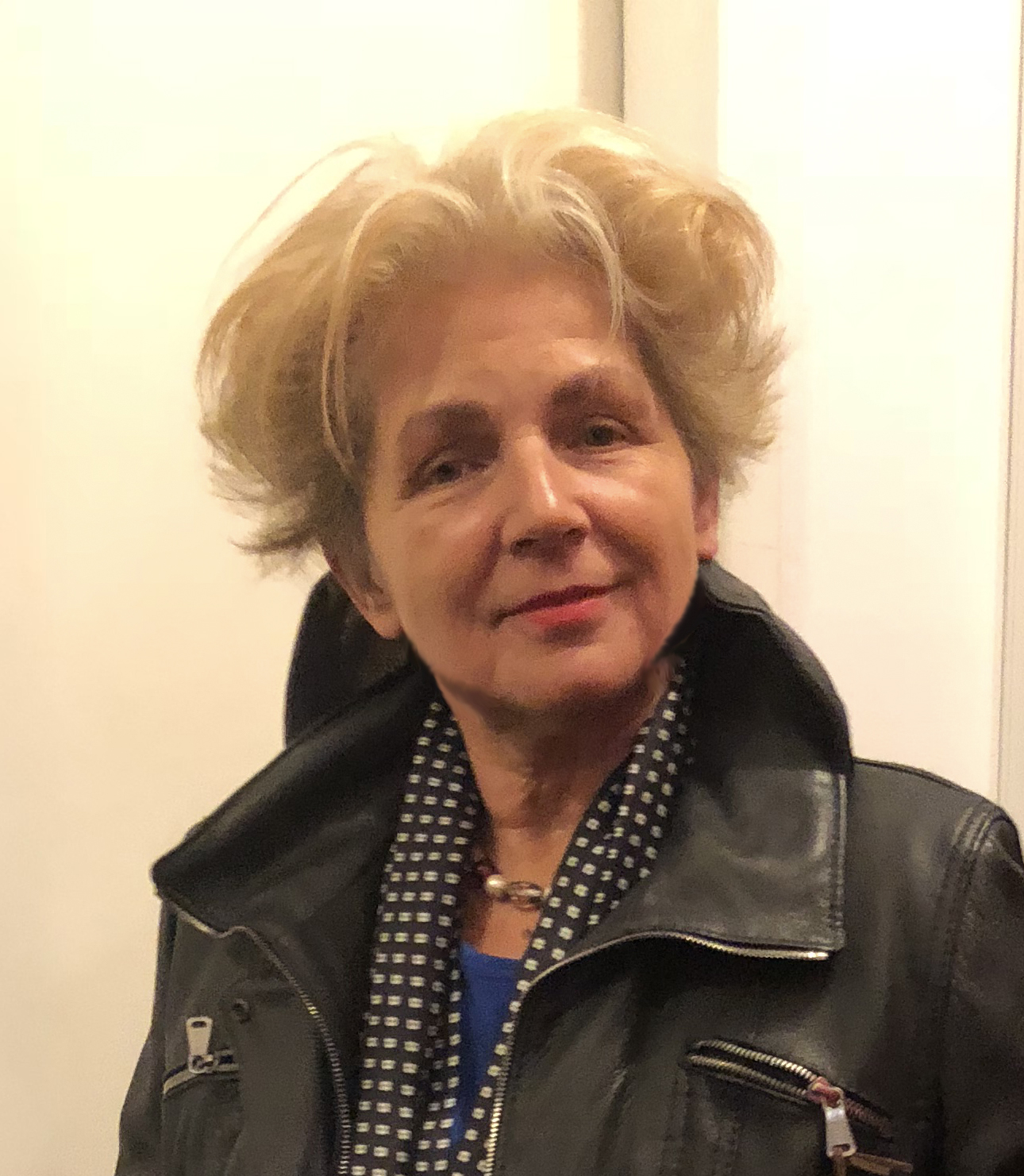
Cillie Rentmeister (Oktober 2018)

Cäcilia „Cillie“ Rentmeister (* 25. September 1948 in Berlin) ist eine deutsche Kunsthistorikerin und Geschlechterforscherin. Neben der Untersuchung von Geschlechterverhältnissen in der Kulturgeschichte und im internationalen Vergleich hat sie sich unter anderem mit dem Matriarchat befasst.

## Leben
Rentmeister besuchte das humanistische Goethe-Gymnasium in Berlin-Wilmersdorf und studierte nach dem Abitur 1968 an der Freien Universität Berlin und der Universität zu Köln Kunstwissenschaften, Archäologie und Amerikanistik. Sie promovierte 1980 an der Universität Bremen. Rentmeister lebt in Berlin und Brandenburg und lehrte von 1994 bis 2014 als Professorin an der Fachhochschule Erfurt an der Fakultät Angewandte Sozialwissenschaften Kulturvergleichende Geschlechterstudien sowie Interaktive Medien. Sie gehört zu den ersten Professorinnen für Frauen- und Geschlechterstudien an deutschsprachigen Hochschulen.
Rentmeister ist eine Nichte der Frauen- und Kulturpolitikerin Maria Rentmeister, die – zusammen mit anderen Gründerinnen des DFD – als eine der „Mütter der Gleichberechtigung in der DDR“ gilt.
2010 erhielt sie den Lehrpreis der Fachhochschule Erfurt für ihr Seminar Politische und institutionelle Bedingungen der Sozialen Arbeit sowie ihre Vorlesung Gender – Geschlechterverhältnisse: Differenzen, Gleichheit, Gleichberechtigung. „Nach acht Preisverleihungen an Männer ist sie die erste Frau, die sich im Auswahlverfahren durchsetzen konnte.“
Rentmeister war bereits ab den frühen siebziger Jahren aktiv in der „autonomen“ neuen Frauenbewegung.
Einige Schlaglichter auf das Jahr 1975 – auf die deutschen Frauenbewegungs-Proteste gegen das Internationale Jahr der Frau, ihre Band Flying Lesbians, auf den Austausch mit Frauen in der DDR – wirft sie als Zeitzeugin in der Fernseh-Dokumentationsreihe des rbb „Berlin – Schicksalsjahre einer Stadt: 1975“.
Ab 1974 schrieb sie Beiträge zur feministischen Kunstgeschichte und Kulturwissenschaft, die auch international beachtet wurden. Insgesamt wurden ihre Schriften in zwölf Sprachen übersetzt.
Sie lehrte ab 1977 an Kunsthochschulen, Pädagogischen Hochschulen und Universitäten in Berlin, Hamburg und Bremen. Unter anderem gehörte sie auch als Mitglied der „Gruppe Berliner Dozentinnen“ zu den Initiatorinnen der interdisziplinären Sommeruniversitäten für Frauen, an denen von 1976 bis 1983 in Berlin-West circa 30.000 Frauen teilnahmen, und von wo wichtige Impulse für die Frauen- und Geschlechterforschung in allen wissenschaftlichen Disziplinen ausgingen.
Cäcilia Rentmeister war Keyboarderin der Flying Lesbians, der ersten Frauenrockband auf dem Kontinent (1974–1977), die 1975 eine erfolgreiche LP veröffentlichte. Die LP erschien 2007 anlässlich des Berlin-Revivals auch als CD sowie einzelne Songs auch auf YouTube. Anschließend wandte sich Rentmeister elektronischer Musik und Synthpop zu, trat live mit ihrer Frauenband LesBeTon auf, und veröffentlichte 1983 die Solo-Single EMP – End of Manmade Power. Die Bedeutung von „Frauenmusik“ und „Frauenbands“ reflektierte sie in ihren Texten zu Ritualen und Frauenfesten. Im Online-Musikjournal MELODIVA tauschen sich im Generationendialog „18 trifft 68“ Rentmeister und die Komponistin und Sängerin Laura Winkler über das Verhältnis von Frauenbewegung, Feminismus und Musik aus, inwieweit die 68er-Bewegung sie beeinflusst hat, und werfen kritisch-reflektierende Blicke auf aktuelle feministische Entwicklungen.
2021 wurden die Flying Lesbians in Bonn im Haus der Geschichte der Bundesrepublik Deutschland in der Ausstellung „Hits & Hymnen. Klang der Zeitgeschichte“ mit präsentiert, sowie in Leipzig 2023 bis Juli 2024 im Haus der Geschichte der Bundesrepublik Deutschland – Zeitgeschichtliches Forum Leipzig. In der Ausstellung wird auch ein NDR-Fernsehbeitrag von Alice Schwarzer über die Flying Lesbians gezeigt, mit den Bandfrauen während der Aufnahme ihrer LP, 1975 im Berliner Studio.
In den 1970er und 1980er Jahren publizierte Rentmeister auch kunst- und kulturkritische Schriften zu „feministischer Ästhetik“ und löste damit Kontroversen aus. Ihre Positionen diskutierte sie unter anderem auf den Berliner Sommeruniversitäten für Frauen 1977 und 1979 und im Stedelijk Museum in Amsterdam 1978 mit Ulrike Rosenbach und Lucy Lippard anlässlich der Ausstellung „Feministische Kunst Internationaal“. In den 1980er Jahren publizierte Rentmeister als Wissenschafts-Autorin für den Rundfunk, unter anderem zu patriarchalen Motiven des Bevölkerungswachstums und kritisch zum New Age.
Seit 1973 arbeitet sie mit ihrer Lebensgefährtin, der Regisseurin und Autorin Cristina Perincioli zusammen: 1975 schrieben sie das Drehbuch zu „Anna und Edith“ – dem ersten Spielfilm zu einer lesbischen Beziehung im deutschen Fernsehen (ZDF).
Gemeinsam wandten sich Rentmeister und Perincioli ab 1985 dem Thema „Computer und Kreativität“ zu. Sie entwickelten Modelle für die künstlerische und bildungsbezogene Arbeit mit Multimedia und publizierten und lehrten dazu mit dem ausdrücklichen Ziel, in einem damals noch computerskeptischen Umfeld auch Frauen für diese neuen digitalen Technologien zu interessieren, unter anderem auch 1989 auf der 1. MultiMediale des ZKM.
Ab den 1990er Jahren wirkte Rentmeister als Herausgeberin und beim Praxistransfer von Websites zu „heiklen“ sozialen und Gender-Themen mit, die von Perincioli kreiert wurden.
Als Privatpilotin engagiert sich Rentmeister für die Förderung von Mädchen und Frauen in der Luftfahrt, in den Pilotinnen-Netzwerken Ninety Nines und der VDP/Vereinigung Deutscher Pilotinnen, durch Vorträge, in TV und Printmedien, im internationalen Austausch und mit Aktionen zum Girls’ Day; Melanie Katzenberger schreibt: „Die Pionierinnen der Lüfte gehören in die Schulbücher, fordert Cecilia Rentmeister. Mädchen müsse das Gefühl vermittelt werden: Wenn die das kann, kann ich das auch…“.
Diese wichtige Funktion von Vorbildern – aus dem gesamten MINT-Sektor –, und dass sie Mädchen im möglichst frühen Alter von „fünf vor zwölf“ Jahren vorgestellt werden sollten, belegt Rentmeister in ihrem Essay von 2018 „Hier spricht Ihre Kapitänin. Der Geschlechterfaktor in der Luftfahrt“, im Begleitband zur Ausstellung „Gewalt und Geschlecht“ im Militärhistorischen Museum der Bundeswehr in Dresden. Auf der Basis von internationalen Studien analysiert Rentmeister hier die Gründe, warum seit Jahrzehnten der Anteil von Pilotinnen weltweit bei durchschnittlich nur sechs Prozent stagniert, und wie er zu steigern wäre. Als weitere zentrale Faktoren diskutiert sie bewusste und unbewusste Vorurteile und Stereotype gegenüber „Frauen und Technik“, verbreitet unter Männern wie auch Frauen. Sie zeigt positive Beispiele, wie das Selbstvertrauen in technische Fähigkeiten gesteigert werden kann und begründet, warum die Teilhabe von Frauen in der Luftfahrt generell eine Win-Win-Situation darstellt, – für die Frauen selbst wie auch für Wirtschaft und Gesellschaft. Diese Themen erörtert Rentmeister auch für die aktuelle deutsche Situation mit professionellen Pilotinnen, Mitgliedern der Vereinigung Deutscher Pilotinnen, vor dem Hintergrund ihrer konkreten, unterschiedlichen biografischen Erfahrungen und beruflichen Werdegänge, in „55.000 Flugstunden – fünf Berufs- und Verkehrspilotinnen.“
Ehrenamtlich wirkte Rentmeister u. a. 2013–2017 als (parteilose) Frauenrätin der Heinrich-Böll-Stiftung in Berlin. Von 2014 bis 2018 arbeitete sie als berufenes Mitglied der „Arbeitsgruppe Leitbildentwicklung“ am „Leitbild 2030“ für die Gemeinde Michendorf mit. Seit 2022 ist sie stellvertretende Vorsitzende des Kuratoriums der Stiftung WannseeFORUM in Berlin.

## Zwei spezifische Ansätze der Matriarchatstheorien von Rentmeister
Cäcilia Rentmeister hat sich zunächst archäologisch mit Matriarchaten beschäftigt. Dabei arbeitete sie ideologie- und rezeptionskritisch und suchte nach einem „realistischen“ Ansatz. 1976 zog sie bei der Frage „Warum sind so viele Allegorien weiblich?“ unter anderem evolutionistisch-marxistische (Thomson) und historische (Bachofen, von Ranke-Graves, Bornemann) Matriarchatstheorien heran; 1980 fragte sie: „Wie wird mit Matriarchatsfragen Politik gemacht?“ und kritisiert die pauschale Negierung von Matriarchaten, unter anderem durch zeitgenössische Feministinnen. Im Artikel „Die Quadratur des Kreises. Die Machtergreifung der Männer über die Bauformen“, publiziert im ersten Architektinnen-Special der „bauwelt“ 1979, versucht sie, matriarchale Spuren in Bauformen und Raumsprache zu identifizieren. Margrit Kennedy schreibt dazu: „Dennoch wäre wahrscheinlich auch einem objektiven Betrachter der relativ hohe Anteil von freien und geschwungenen Formen sowohl in der Ausstellung der UIFA in Paris als auch in der Ausstellung ‚Frauen formen ihre Stadt’… aufgefallen. Wer Erik Eriksons psychologische und Cillie Rentmeisters mythologische Untersuchungen über räumliche Präferenzen und geschlechtsspezifische Differenzen … gelesen hat, ist vielleicht weniger erstaunt…“
Diese und weitere frühe archäologische Texte von Rentmeister wurden in mehrere Sprachen übersetzt. Sie werden im lebhaften internationalen und interdisziplinären Geschlechter-Diskurs der 1970er und 1980er Jahre rezipiert, so von der italienischen Architekturtheoretikerin Paola Coppola Pignatelli und der Schriftstellerin Christa Wolf.
1988 analysiert sie die „Matriarchatsdebatte“ der letzten beiden Jahrhunderte in Deutschland, vor allem in ihrer Bedeutung für die ersten 15 Jahre der „Neuen“ Frauenbewegung: In dieser unterscheidet sie zwischen 1973 und 1988 drei Phasen und ironisiert – nun schon vor der Folie ihrer Matriarchatsreisen der frühen achtziger Jahre – eine gewisse „esoterische Matriarchatsschwärmerei“ und „Wiederbelebungsversuche matriarchaler Rituale“ in Deutschland.
Die Frage nach der realen Existenz von zeitgenössischen, modernen Matriarchaten führte sie ab 1980 zur Beschäftigung mit aktuellen kulturanthropologischen Befunden und zu Forschungsreisen in matrilineare, matrilokale Gesellschaften, darunter Minangkabau in Westsumatra und Nayar in Kerala, Südindien. Hier fand sie – trotz Krisen durch gesellschaftlichen Wandel – bestätigende und selbstbewusste Aussagen von Indigenen zu den besonderen Qualitäten und sogar Vorzügen ihrer matriarchalen Institutionen und Lebensweisen für beide Geschlechter.
Wie diese Vorzüge mit einem vergleichsweise hohen Stand beim Index der menschlichen Entwicklung und der reproduktiven Gesundheit auch statistisch korrelieren, beschreibt Rentmeister 2007 unter dem Titel Entwicklung ist weiblich. Sie zeigt am Beispiel der matrilinearen Minangkabau und der Nayar, dass Empowerment, Bildung und Besitz von Frauen zu signifikant niedrigeren Geburtenraten beitragen und dass – im Vergleich zu angrenzenden patriarchalen Bevölkerungsgruppen – bedeutend geringere Häusliche Gewalt und gesamtgesellschaftlich geringere Armut sowie bessere Gesundheit zu konstatieren sind.

## Definition matriarchaler Gesellschaften nach Rentmeister
Rentmeister definierte bereits 1980 den Begriff „Matriarchat“ ausdrücklich nicht als „Umkehrformel für Patriarchat“: „Ich benutze es hier in der wörtlichen und sinngemäßen Übersetzung von Mutter-Anfang, – nicht Mutter-Herrschaft; ich benutze es auch, weil es sich als Gegenbegriff zum heutigen Patriarchat schlagwortartig eingeprägt und verbreitet hat… und weil man sich unter Matriarchat sicher mindestens so viele verschiedene Gesellschaftsformen vorzustellen hat wie unter dem Sammelbegriff Patriarchat für heute.“
1985 betont sie, nun unter Hinweis auf ethnologische Befunde: „Für ein soziokulturelles Gebilde, das man als >das Matriarchat< schlechthin bezeichnen könnte, besteht keine, auch nur ansatzweise einheitliche Definition“.
Nach Rentmeister „…gab und gibt es mit Sicherheit so viele Formen von Matriarchaten, wie es allein schon gegenwärtig – und gleichzeitig! – Formen von Patriarchaten gibt.“ Deshalb kann es nur darum gehen, ein „Grundmuster mit einer großen Offenheit für Variationen zu definieren.“
Sie listet deshalb eine Reihe von idealtypischen Merkmalen auf, die sowohl einzeln als auch zusammen auftreten können bzw. konnten, darunter:
- Matrilinearität: Familienname, Haus, Land und bewegliche Güter werden in weiblicher Linie vererbt, mit der Folge konfliktarmer Scheidungen und Scheidungsfolgen, und dass es keine „illegitimen“ Nachkommen gibt.
- Matrilokalität: Nachkommen wohnen „am Ort der Muttersippe“, auf dem Land, in den Häusern der Muttersippe.
- Avunkulat: herausgehobener Status des in weiblicher Linie verwandten Onkels/Schwester-Bruders.
- Frauen in wichtigen kultischen und symbolisch-religiösen Rollen: Ahnenverehrung, Zurückführen der Gruppe, des Volkes, der Ethnie auf eine weibliche Urahnin oder Schöpferin, animistische Vorstellungen und Praktiken.
- Besuchsehe, bei der Männer und Frauen in Häusern ihrer jeweiligen Matrilineage wohnen bleiben und sich nur „besuchen“.
- Männer als repräsentative „Stimme“, die geschlechterdemokratisch gefasste Beschlüsse in der Öffentlichkeit verkünden – eine Rolle, die zur Überschätzung der realen Machtposition von Männern führte, wie beispielsweise bei den oftmals matrilinearen Indianern Nordamerikas / Native Americans.
- Besitz in Händen von Frauen(sippen) fördert gesamtgesellschaftlichen Wohlstand und trägt signifikant zur Gewaltvermeidung bei. Am Beispiel Südindien zeigt sich, wo Frauen alleinige Eigentümerinnen von Land oder Häusern sind, werden sie signifikant seltener Opfer häuslicher Gewalt.[53]
- Wahrnehmung der „Reproduktiven Rechte“[54] durch Frauen, insbesondere Geburtenkontrolle, mit der Folge geringeren Bevölkerungswachstums als bei umgebenden patriarchalen Ethnien und positive gesamtgesellschaftliche Wirkungen, u. a. entsprechend UNFPA.[55]

## Schriften (Bücher)
- Frauenwelten – Männerwelten, Opladen 1985
- Computer und Kreativität, Co-Autorin mit Cristina Perincioli, Köln 1990
- Gender in Lehre und Didaktik. Gender in Education and Didactics (Co-Hrsg.), Bern, Berlin, Brüssel, Frankfurt/M., New York, Oxford, Wien 2003
- weitere Publikationen[56]